# Gråbinka

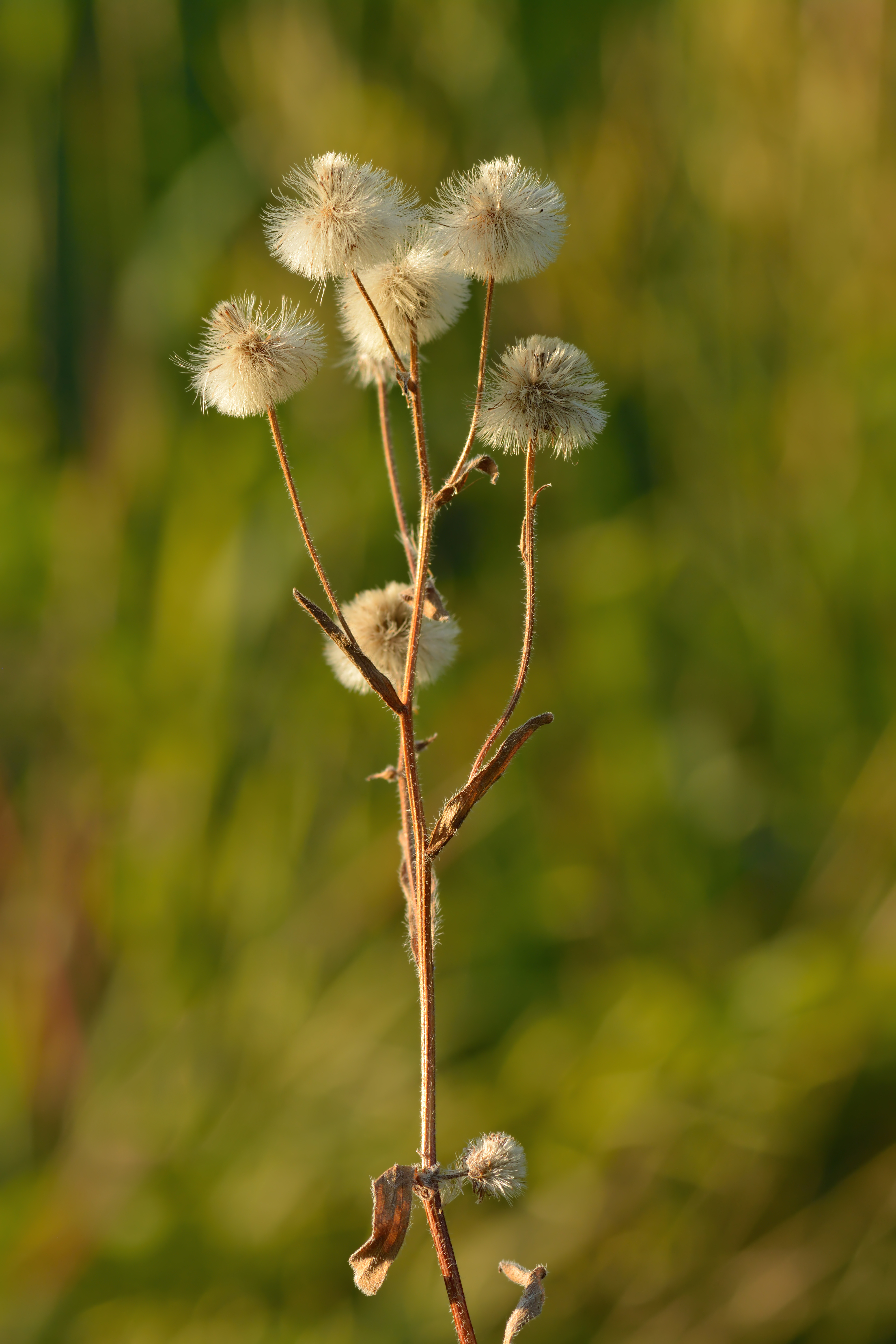

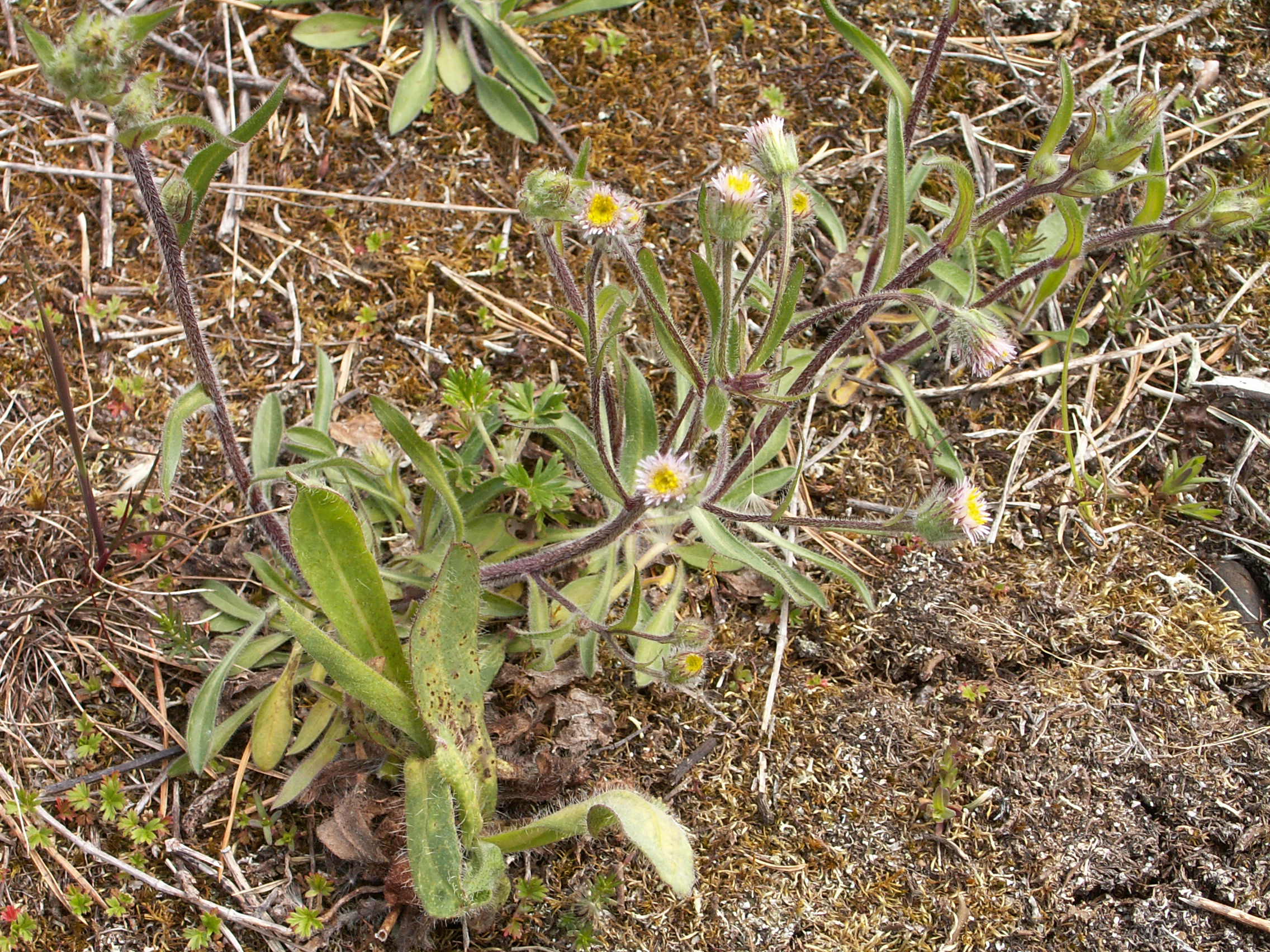
Gråbinka.

Gråbinka (Erigeron acer) är en art i familjen korgblommiga växter. Arten är allmän, men inte vanlig, på torr, grusig mark inom hela den skandinaviska Norden. Den är mycket variabel till storleken, förgreningen och hårbeklädnadens riklighet. Mittblommor och kantblommor har samma färger som hos aster, men de senares bräm är mycket litet. Frukten har hårpensel av blekt rödgul färg.

## Underarter
- Vanlig gråbinka (E. acer ssp. acer)
- Östbinka (E. acer ssp. brachycephalus) (H. Lindb.) Hiitonen
- Blekbinka (E. acer ssp. decoloratus) (H. Lindb.) Hiitonen
- Kalbinka (E. acer ssp. droebachiensis) (O. F. MülLinné) Arcang.
- Brunbinka (E. acer ssp. politus) (Fr.) H. Lindb.
  - (E. acer ssp. politus × borealis)
  - (E. acer ssp. politus × humilis)
  - (E. acer ssp. politus × uniflorus)